# Crocodile (Zugbeeinflussung)

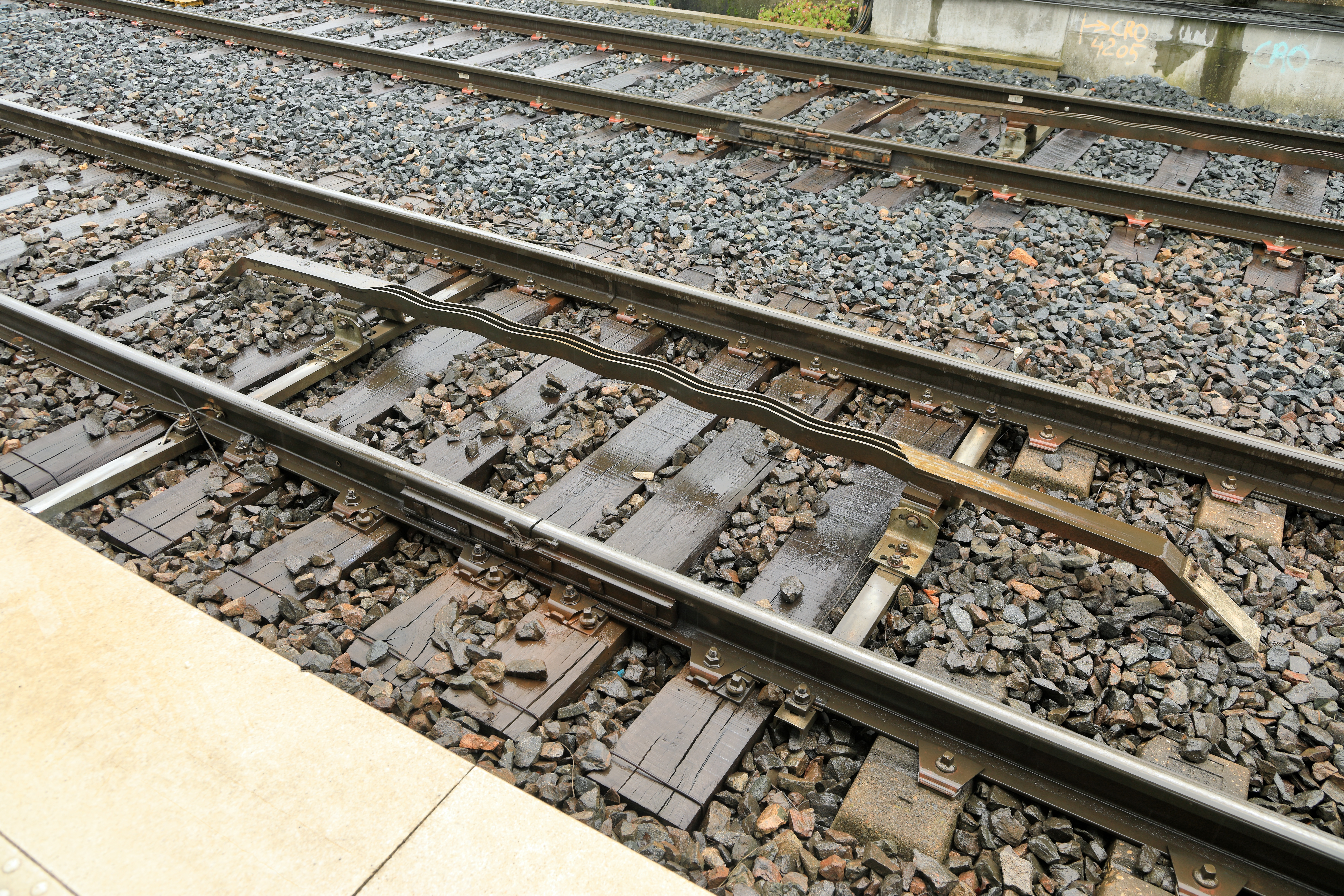
Crocodile

Crocodile bezeichnet einen 1872 von den Ingenieuren Lartigue und Forest der französischen Compagnie des chemins de fer du Nord erdachten Bestandteil verschiedener Zugbeeinflussungssysteme. Diese Systeme werden heute als sehr unsicher angesehen und durch weitere Systeme, z. B. KVB ergänzt.
Das Gerät kommt heute noch in Frankreich und Belgien zur Anwendung, wird aber zunehmend durch ETCS-kompatible Ausrüstung ersetzt.
In Belgien ist es Bestandteil der Zugbeeinflussungssysteme Memor bzw. Memor II+ (ehemals auch in Luxemburg), in Frankreich der Systeme Répétition des signaux (kurz RS, Signalwiederholung) und Dispositif d'arrêt automatique des trains (kurz DAAT, Vorrichtung zum automatischen Anhalten der Züge).
Bedingt durch den Eisenbahnunfall in Buizingen wurde nachfolgend verstärkt an der Ausrüstung des belgischen Netzes mit dem auf Eurobalisen basierenden System TBL1+ gearbeitet. Für das Jahr 2023 wird für das belgische Eisenbahnnetz noch ein Ausrüstungsanteil von 37 % des Gesamtnetzes (bei häufiger Mehrfachausrüstung mit anderen Zugbeeinflussungssystemen) mit Crocodile angegeben.

## Aufbau

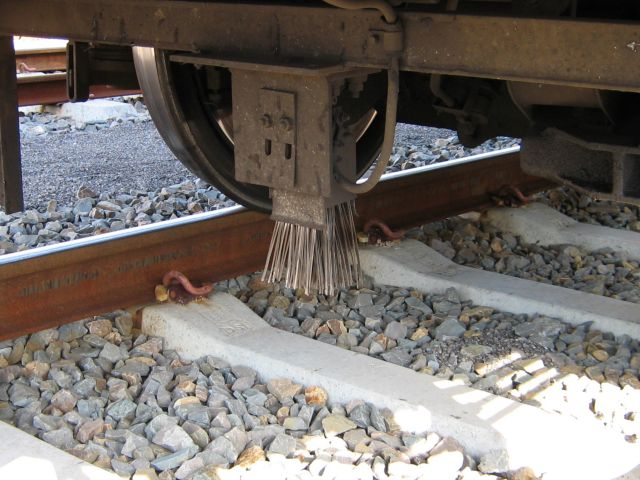
Kontaktbürste an der Unterseite einer Lokomotive

In Gleismitte ist ein Stahlsteg – das Crocodile – den Fahrschienen gegenüber isoliert angebracht. Zur Beeinflussung der Fahrzeugeinrichtung liegt am Crocodile eine Spannung an. Am Triebfahrzeug ist eine Bürste (brosse) angebracht, die diese Spannung zum Empfangsgerät überträgt. Diese Übertragung wird auch Impuls genannt. Je nach Spannung wird die Fahrzeugeinrichtung entsprechend beeinflusst:
- bei +20 V gegenüber Erde bzw. den Schienen erfolgt eine restriktive Beeinflussung (signal fermé – geschlossenes Signal). Zur Zeit der Entwicklung wurde dadurch eine Pfeife aktiviert, die vom Triebfahrzeugführer zurückgesetzt werden musste. Die Funktion der Zwangsbremsung bei fehlender Reaktion des Triebfahrzeugführers kam erst später hinzu. Auf dem Fahrtenschreiber wurden sowohl der Impuls als auch dessen Quittierung durch einen senkrechten Strich vermerkt.
- bei −20 V gegenüber der Erde bzw. den Schienen (signal ouvert – geöffnetes Signal) erfolgte lediglich eine entsprechende Dokumentierung auf dem Fahrtenschreiber, ohne Aktivierung der Pfeife. Diese Spannung wurde bei Signalen mit Fahrtbegriff angelegt, um die Fahrtenschreiber besser analysieren zu können.

### Führerstandseinrichtung
Bei einer positiven Beeinflussung ertönt die Hupe und eine gelbe Lampe (Signalwiederholungslampe) beginnt zu blinken. Wird die Kenntnisnahme der Beeinflussung bestätigt, leuchtet die gelbe Lampe bis zur nächsten negativen Beeinflussung durchgehend, kann aber auch durch den Triebfahrzeugführer selbst zum Erlöschen gebracht werden.

„Die Stromquelle befindet sich auf der Strecke in der Nähe des Signals in einem besonderen Batteriehäuschen oder in einer Wärterbude. Etwa 200 m vor dem Signal ist im Gleise zwischen den Schienen die feste Kontaktschiene (das sog. »Krokodil«) isoliert angebracht. Sie besteht aus einem mit Messing beschlagenen, vorn etwas abgerundeten Holzbalken. An der Lokomotive hängt, von ihr isoliert, eine Bürste aus Kupferdrähten. Auf dem Führerstand befindet sich eine Dampfpfeife, die von einem Magnetschalter in Tätigkeit gesetzt wird, wenn der Elektromagnet Strom erhält. Dieses geschieht, wenn die Bürste bei geschlossenem Signal über die Kontaktschiene streift. Es entsteht dann folgender Stromlauf […]: Von der Batterie über den Messingbelag der Kontaktschiene und die Bürste in die Spulen des Elektromagneten, von dort über die Achsen und Räder der Lokomotive zu den Schienen und über den Scheibenkontakt zur Batterie zurück. Steht das Signal auf »Fahrt frei«, so wird die Leitung an dem Scheibenkontakt unterbrochen. In diesem Falle erscheint das Zeichen auf der Lokomotive nicht. Die Einrichtung verwendet Arbeitsstrom. Mangelhafter Kontakt, Versagen der Batterie, Bruch eines Leitungsdrahtes macht sie unwirksam. Trotz dieser Mängel ist sie auf der Nordbahn in vielen tausend Stück im Betrieb.“

## Funktionsweise

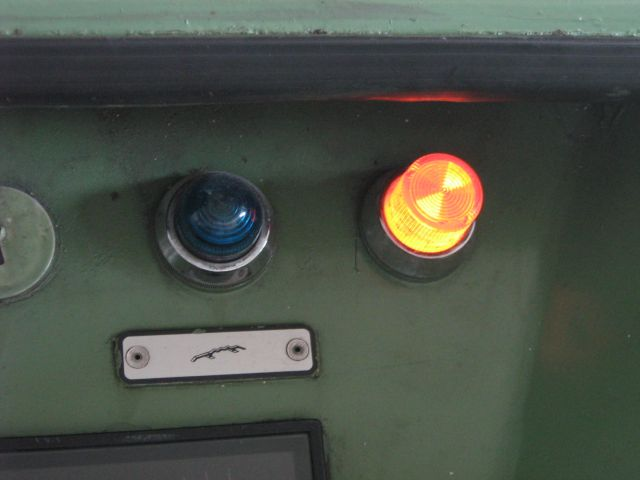
Gelbe Lampe im Führerstand nach Vorbeifahrt an einem Vorsignal in Warnstellung

Ein Crocodile wird üblicherweise an allen Signalen mit Vorsignalfunktion (d. h. bei reinen Vorsignalen, Hauptsignalen mit Vorsignalisierung (Mehrabschnittssignale) und der Disque) angebracht. Ebenso sind diverse Langsamfahrsignale mit Crocodile ausgerüstet. Wird es von einem Triebfahrzeug oder führendem Steuerwagen bei Vorbeifahrt an einem Signal in Warnstellung passiert, hat der Triebfahrzeugführer 5 s Zeit, die Beeinflussung zu quittieren, sonst wird eine Zwangsbremsung ausgelöst. Das System prüft nicht, ob oder wie stark der Triebfahrzeugführer bremst.
- An Vorsignalen in Warnstellung (Halt oder Langsamfahrt erwarten) und an Langsamfahrsignalen liegt am Crocodile eine Spannung von +20 V an, ist das Signal wie oben beschrieben zu quittieren. Nur in der französischen Variante RS ertönt bei Beeinflussung ein Tonsignal. In Belgien ertönt kein Signal, außerdem sollen dort die Fahrer das Signal bereits vor der Beeinflussung quittieren und den Quittierschalter bis zum Passieren des Signals halten (ähnlich der Bedienhandlung bei der deutschen PZB). In Belgien ist zwar eine nachträgliche Bedienung auch möglich, wird aber als solche auf dem Datenschreiber aufgezeichnet.

Später wurde eine gelbe Lampe ergänzt, die nach der Quittierung bis zum nächsten Signal leuchtet und den Lokführer an das Vorsignal in Warnstellung erinnern soll. Hiermit wurde in Belgien das gong-fluit-systeem zu Memor (von memorieren) weiterentwickelt. 154 Fahrzeuge (entsprechend 11 %) der NMBS/SNCB verfügten Februar 2010 noch nicht über Memor, sondern nur über das ältere gong-fluit-systeem, welches den Lokführer nicht an die Vorbeifahrt an einem Vorsignal in Warnstellung erinnert.
- An Hauptsignalen in Fahrtstellung (Fahrt, Langsamfahrt) liegt am Crocodile eine Spannung von −20 V an. In Belgien (MEMOR) ertönt auf neueren Fahrzeugen ein Gongschlag; außerdem erlischt die gelbe Lampe. In Frankreich (RS) gibt es kein Tonsignal, aber das Signal wird auf dem Datenrekorder aufgezeichnet.
- An haltzeigenden Hauptsignalen liegt keine Spannung am Crocodile an. Man geht davon aus, dass bei unzulässiger Vorbeifahrt am Halt zeigenden Signal die Abwesenheit des Gongschlages, wie er bei Vorbeifahrt an fahrtzeigenden Signalen ertönt, erkannt wird und der Lokführer dies richtig bewertet.[9]

### Memor II+ in Luxemburg
Nach drei tragischen Unfällen in Luxemburg (1997) wurde das System dort zu Memor II+ ergänzt. Memor II+ überprüft einerseits eine Bremskurve, so dass 800 m nach der Beeinflussung eine Geschwindigkeit von 60 km/h erreicht werden muss, sonst wird eine Zwangsbremsung eingeleitet.
Außerdem wird durch Memor II+ eine Zwangsbremsung beim Überfahren haltzeigender Signale ausgelöst. Dazu werden an Hauptsignalen zwei Crocodiles in höchstens 11 m Abstand hintereinander angeordnet. Führen beide Crocodiles gleichzeitig ein positives Potential, wird bei entsprechender Fahrzeugausrüstung eine Zwangsbremsung eingeleitet.
Der Name des Systems deutet auf seine Fähigkeit hin, einen Zug bei Vorbeifahrt an einem haltzeigenden Hauptsignal zwangszubremsen (zwei positive Impulse).
Die Aufrüstung des Netzes war 2004 in Luxemburg abgeschlossen.

### Nutzungsende in Luxemburg
Bereits seit Ende 2014 verfügte das gesamte Eisenbahnnetz über eine ETCS-Streckenausrüstung nach Level 1, was als Nachfolgesystem vorgesehen war. Aufgrund zögerlicher Fahrzeugausrüstung wurde betrieblich das Altsystem fast ausschließlich weitergenutzt. Das Zugunglück von Düdelingen 2017 wurde technisch auf ein Versagen des verbesserten Memor-Systems zurückgeführt, was keine Sicherheit gegen diesen Fehlerfall bot. Daraufhin wurde seitens der Regierung beschleunigt auf die vollständige Nutzung des ETCS-Systems hingewirkt. Nach Ablauf von Ausnahmeregelungen am 1. Januar 2020 müssen alle führenden Triebfahrzeuge in Luxemburg mit aktiven ETCS-Fahrzeuggeräten ausgerüstet sein.